# 핑청구

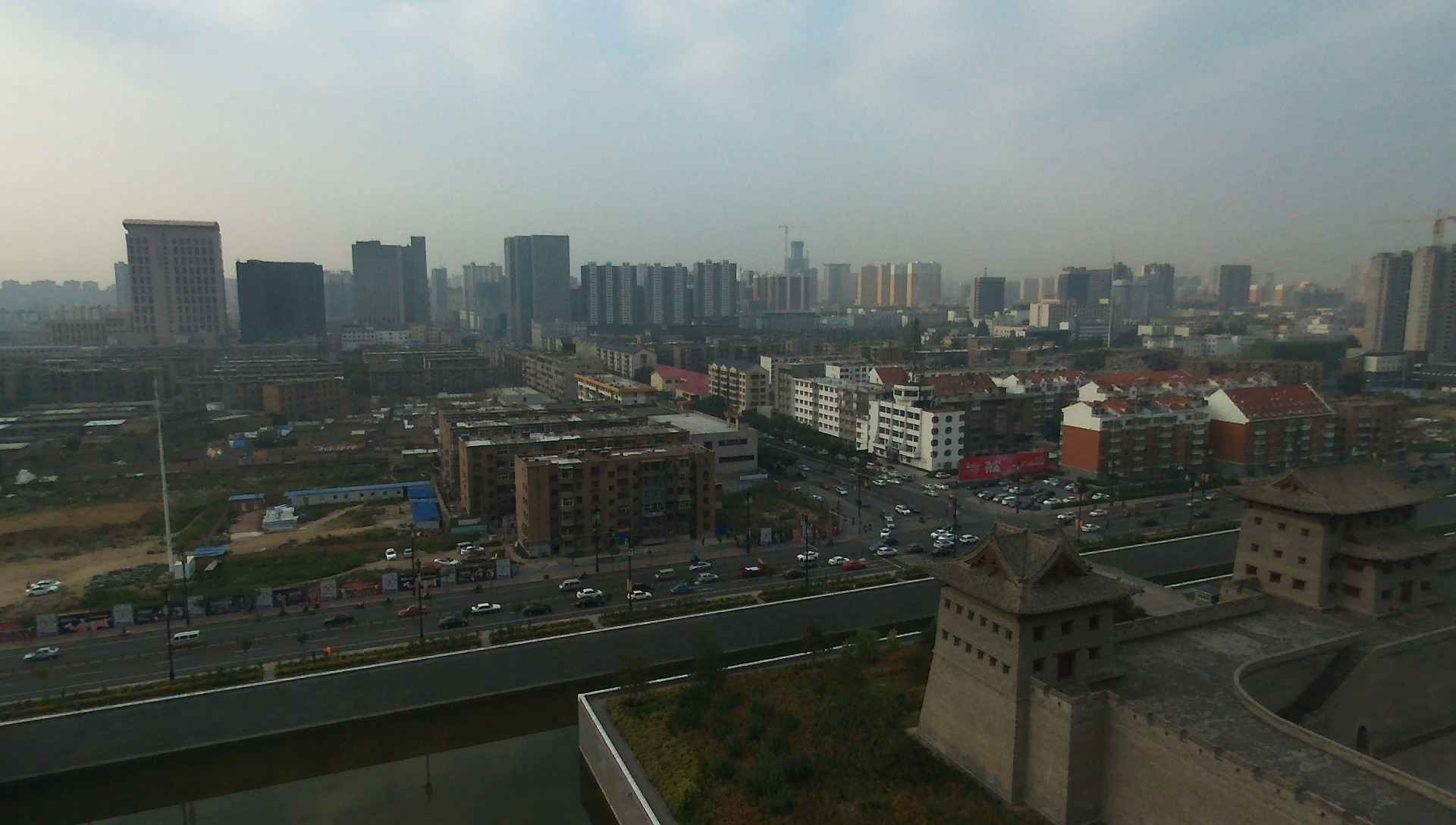

핑청구(한국어: 평성구, 중국어: 平城区, 병음: Píngchéng Qū)는 중화인민공화국 산시성 다퉁시의 행정구역이다. 넓이는 46km2이고, 인구는 2007년 기준으로 660,000명이다.

## 행정 구역
12개 가도, 3개 향을 관할한다.
- 가도: 南关街道, 北关街道, 东街街道, 西街街道, 南街街道, 北街街道, 新建南路街道, 新建北路街道, 大庆路街道, 新华街道, 向阳里街道, 振华南街街道
- 향: 水泊寺乡、新旺乡、马军营乡